# Bothy Lake
Der Bothy Lake (englisch für Hüttensee) ist ein kleiner See auf Signy Island im Archipel der Südlichen Orkneyinseln. Er liegt am Kopfende der Cummings Cove.
Das UK Antarctic Place-Names Committee benannte ihn 1981 nach einer vom British Antarctic Survey am Südwestufer des Sees errichteten Schutzhütte.